# Kostomuksha
Kostomuksha (en ruso: Костому́кша) es una ciudad ubicada en el noroeste de la república de Carelia, Rusia, a 30 km al este de la frontera con Finlandia. Su población en el año 2010 era de 28 500 habitantes.

## Historia

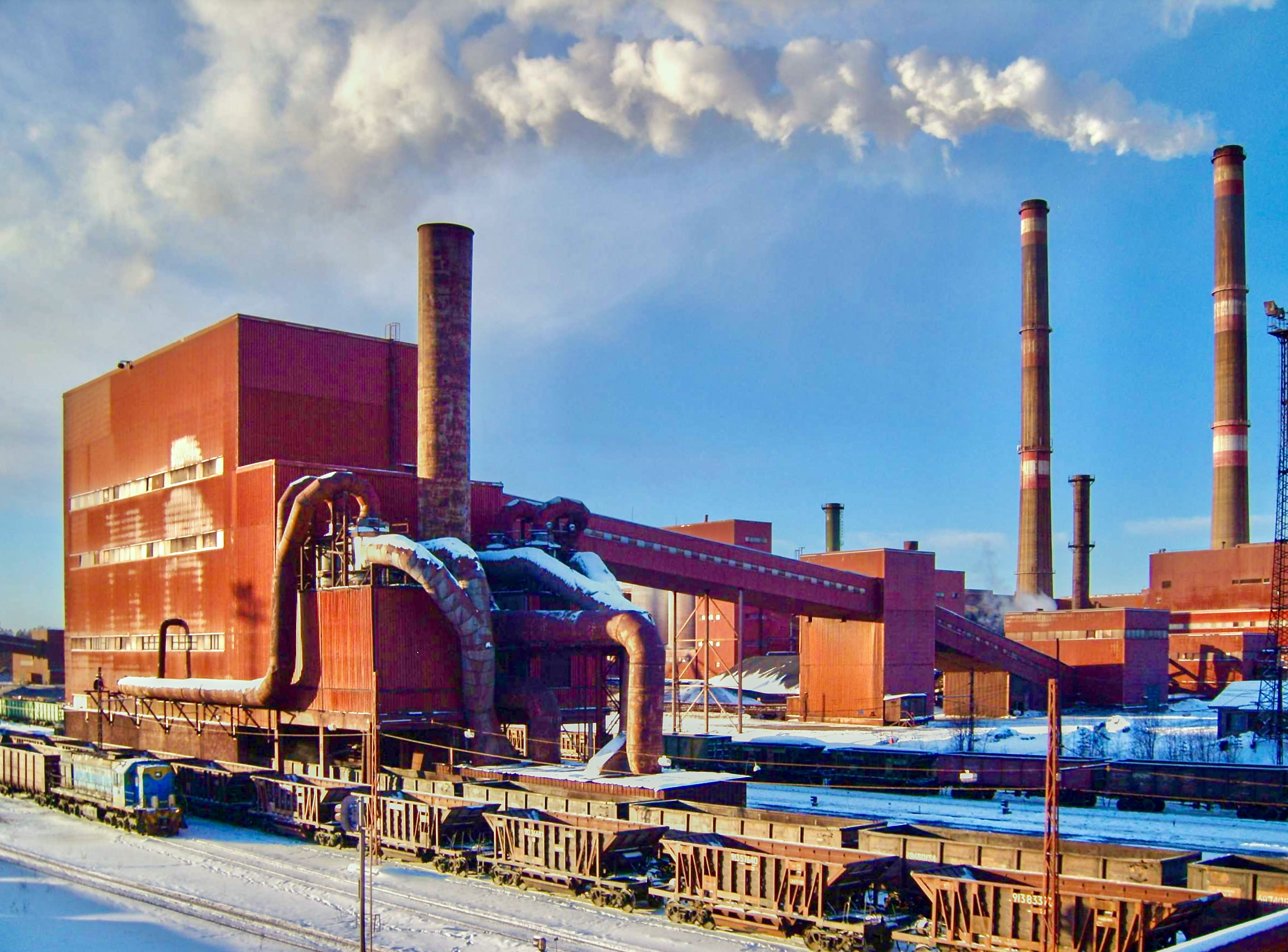
Carretera en dirección a Kostomushka

Se fundó en 1977 y se pobló con habitantes procedentes del noroeste de la Unión Soviética. Principalmente fue construida por compañías de construcción finlandesas, según un acuerdo entre los gobiernos soviético y finlandés. Obtuvo el estatus o categoría de ciudad en 1983. Posteriormente fue ampliada por compañías de construcción soviéticas, pero siempre manteniendo el estilo finlandés de tener muchos espacios verdes o parques.

## Administración
Está constituida administrativamente como ókrug urbano, es decir, no pertenece a ningún raión y está directamente subordinada a la república. En su territorio se incluyen como pedanías la aldea de Voknávolok, el posiólok de Zarechnyi y las aldeas despobladas o casi despobladas de Ládvozero, Póngaguba, Súdnozero y Tóloreka.